# Hierochthonia semitaria
Hierochthonia semitaria là một loài bướm đêm trong họ Geometridae.